# 바클리 타워
바클리 타워(영어: Barclay Tower)는 뉴욕 맨해튼 트라이베카에 있는 마천루이다.

## 같이 보기
- 뉴욕의 마천루 목록